# محمد امین بن عمر
محمد امین بن عمر (انگلیسی: Mohamed Amine Ben Amor؛ زادهٔ ۳ مهٔ ۱۹۹۲) بازیکن فوتبال اهل تونس است.
از باشگاه‌هایی که در آن بازی کرده‌است می‌توان به باشگاه فوتبال ستاره ساحلی و باشگاه فوتبال الاهلی عربستان سعودی اشاره کرد.